# Hermelin (Band)
Hermelin ist eine deutsche Post-Rock-Band aus Hannover.

## Geschichte
Hermelin wurden 2001 als Soaked in Red gegründet.  Zunächst spielte die Gruppe Gitarrenrock mit Gesang, jedoch entwickelte sie sich im Laufe der Jahre immer mehr in eine experimentellere Musikrichtung. Laut Aussagen der Band selbst fand diese Entwicklung eher zufällig statt, gefördert durch den Umstand, dass Sänger und Gitarrist Edward beschloss, nicht mehr so viel singen zu wollen, und etwa zeitgleich auch die musikalischen Interessen der einzelnen Gruppenmitglieder sich änderten:

„Das war alles so Anfang 2005 rum, da wurden die Stücke mit Gesang einfach immer weniger und wir merkten, dass es funktionierte.“

Im Jahr 2006 veröffentlichten Hermelin eine Split-LP gemeinsam mit der Kölner Noise- und Post-Rock-Band Junique Fois Pi auf dem Netlabel 12rec. Das Debütalbum der Gruppe erschien 2008 auf demselben Label und ist, wie auch die Split-LP, ebenso kostenlos herunterzuladen (siehe Weblinks).
Die Präsenz der Gruppe auf Myspace verschaffte dem Quartett erstmals ein wenig Bekanntheit über den Raum Hannover hinaus; so wurde z. B. im Weblog der überregional bekannten Hildesheimer Radiosendung Schallgrenzen das Debütalbum der Gruppe rezensiert und empfohlen.

## Stil
Die Musik von Hermelin wurde von mehreren Stilen beeinflusst. Die Gruppe selbst gibt als Einflüsse sowohl Post-Rock- und Post-Metal-Gruppen, wie Isis und Explosions in the Sky, als auch psychedelische Rockgruppen, wie Sonic Youth, an. Im Vergleich zu anderen bekannten Post-Rock-Gruppen, wie Oceansize, sind die Stücke der Band aber deutlich rauer.

## Diskografie
- 2006: Split-LP mit Junique Fois Pi (12rec)
- 2008: Hermelin (12rec)
- 2011: Erzwo
- 2013: Besser als Nichts